# Joseph Martin (jardinier)
Pour les articles homonymes, voir Joseph Martin et Martin.
Joseph Martin (v. 1760–1826) est un jardinier-botaniste du Siècle des Lumières et un collecteur de plantes, il travailla pour le Jardin du Roi à Paris. Il est envoyé lors de voyages d'exploration scientifiques à l'île de France, Madagascar, au Cap de Bonne-Espérance et dans les Caraïbes.

## Carrière
Pendant le Siècle des Lumières, la France et la Grande-Bretagne mettent sur pieds des programmes d'introduction de plantes pour déterminer le potentiel économique des plantes mais également comme source de nourriture pour leurs colonies. À Paris, la mise en œuvre de ces projets fut confiée au jardinier en chefs du Jardin du Roi, André Thouin, qui ordonna de procéder à un inventaire des plantes, aussi bien natives qu'exotiques, dans chaque colonie, et de la mise en place d'un système d'échange réciproque entre les colonies – le tout sous le contrôle des jardins à Paris. Une partie de ce programme constituait à envoyer des horticulteurs et botanistes en formation (élève-botanistes et élève-jardiniers) prendre part à des voyages d'exploration scientifique.
En 1788, Martin est choisi par Thouin comme le premier jardinier pour aller collecter des spécimens de plantes pour le compte du Jardin du Roi à Madagascar et dans les Caraïbes. La mission (1788-1789) se rendit à l'île de France, y apportant des plantes européennes destinées à y être cultivées, avec l'instruction de récolter des plantes indigènes originaires des Mascareignes et de les introduire dans les colonies des Indes occidentales. Il devait en parallèle envoyer des épices et autres plantes exotiques s'acclimater dans les jardins botaniques de Paris, Cayenne (Guyane française) et des Antilles. Dans son ouvrage, Mémoire sur le transport des végétaux par mer et par terre, Thouin lui fournit des instructions sur la manière de collecter et de transporter ses collections botaniques.
Sa première mission a lieu à l'île de France, Joseph Martin quitte Le Havre le 5 mai 1788 à bord du Stanislas, il atteint l'île le 26 juillet. Au Jardin botanique de Pamplemousses, il est accueilli et formé par son directeur Jean-Nicolas Céré de juillet 1788 à mars 1789. Il repart pour la France le 31 juillet 1789 en ayant introduit avec succès des plantes à Cayenne (Guyane française), en Martinique et à Santo Domingo (actuelle République dominicaine) et rapporte un herbarium récolté en Afrique, Amérique du sud et dans les Indes occidentales pour Lamarck. Il effectue également des prélèvements à Madagascar et au Cap. Martin achève son voyage en transportant des plants d'épices à Port-au-Prince, et en en rapportant à Thouin au Jardin du Roi.
En 1790, il est nommé Directeur de la culture des épices du jardin d'acclimatation de Cayenne. Puis, il est renvoyé en Amérique du sud pour superviser la culture des épices. Alors qu'il rentre en France pendant les guerres napoléoniennes en mai 1803, son navire L'Union est capturé par deux bateaux corsaires anglais. Martin est fait prisonnier, le navire et son contenu son gardés comme butin. Rentré en France, une partie de sa collection de son herbarium est mise aux enchères en Angleterre. Acquise en partie par A.B. Lambert, sa collection est achetée par le British Museum en 1842 lors de la dispersion de l'herbarium de Lambert. Le reste des collections de Martin est acquis par le British Museum avec l'herbarium d'E. Rudge en 1847,.
Aujourd'hui, les spécimens collectés par Joseph Martin se trouvent à Paris, Genève, Vienne et au British Museum à Londres,,.